# 似謝氏煙管蝸牛
似謝氏煙管蝸牛（学名：Hemiphaedusa pseudosheridani）为煙管蝸牛科臺灣紡錘煙管蝸牛屬下的一个种。

## 外部連結
- 維基物種上的相關：似謝氏煙管蝸牛